# Emil Beyer
Emil Beyer (New York, 22 novembre 1876 – Rockville Centre, 15 ottobre 1934) è stato un ginnasta e multiplista statunitense.

## Carriera
Nato da genitori tedeschi, Beyer partecipò ai Giochi olimpici di Saint Louis 1904, dove vinse una medaglia d'argento nel concorso a squadre. Alla stessa Olimpiade giunse trentesimo nel concorso generale individuale, trentaseiesimo nella gara di triathlon e trentaquattresimo nel concorso a tre eventi.

## Palmarès
In carriera ha conseguito i seguenti risultati:
- Giochi olimpici

St. Louis 1904: medaglia d'argento nel concorso a squadre.